# 江善宗
江善宗是教育部終身國家講座教授。

## 學歷
- 美國羅德島大學食品科學系博士
- 日本東京海洋大學食品冷凍工程學碩士
- 中華民國國立台灣海洋大學食品科學系學士

## 經歷
- 靜宜大學副校長(2006~)
- 金衣生命科學股份有限公司總裁(2005~)
- 金衣生命科學股份有限公司顧問(2002~2005,兼職)
- 教育部終身國家講座教授
- 靜宜大學講座教授
- 台灣海洋大學終身特聘教授
- 台灣保健食品學會理事長
- 台灣海洋大學生命與資源科學院(前水產學院，現生命科學院)院長
- 台灣海洋大學水產食品科學系(現食品科學系)教授
- 台灣海洋大學水產食品科學系系主任
- 台灣海洋大學夜間部主任
- 經濟部製藥與生物技術推動小組委員
- 產業發展諮詢委員會委員
- 國科會生物處諮議委員
- 教育部專科學校與技術學院專科部評鑑海事類召集人
- 教育部高職評鑑水產類召集人
- 經濟部中央標準局國家標準水產加工類召集人
- 經濟部智慧財產局化工類專利審查委員
- Food Science and Agricultural Chemistry編輯委員
- 中華民國食品科技學會刊編輯委員
- 中國農業化學會刊編輯委員
- 台灣省水產學會刊總編輯
- 澳洲聯邦科學與工業研究院食品研究部政策性研究諮議委員
- 澳洲聯邦科學與工業研究院肉品研究中心之計畫審議委員
- 紐西蘭之科學與技術研究基金會水產類計畫審議委員